# کاتژینا بوریانووا
کاتژینا بوریانووا (انگلیسی: Kateřina Burianová؛ زادهٔ ۳۰ مارس ۱۹۴۶) بازیگر اهل جمهوری چک است.
او بابت فعالیت هنری‌اش برندهٔ جوایز گوناگونی شده‌است که از آن میان می‌توان به جایزه تالیا اشاره نمود.